# Arena Barueri
La Arena Barueri è uno stadio multiuso situato a Barueri, nello stato di São Paulo, in Brasile. È utilizzato principalmente per partite di calcio, ospitando le partite di casa del Grêmio Barueri, dello Sport Barueri e dell'Oeste. Lo stadio ha una capacità massima di 31.452 persone ed è stato costruito nel 2007. È di proprietà della città di Barueri. Durante la ristrutturazione dello Stadio Palestra Itália l'Arena Barueri è stata utilizzata per alcune partite in casa del Palmeiras.